# Gran Premio Latinoamericano

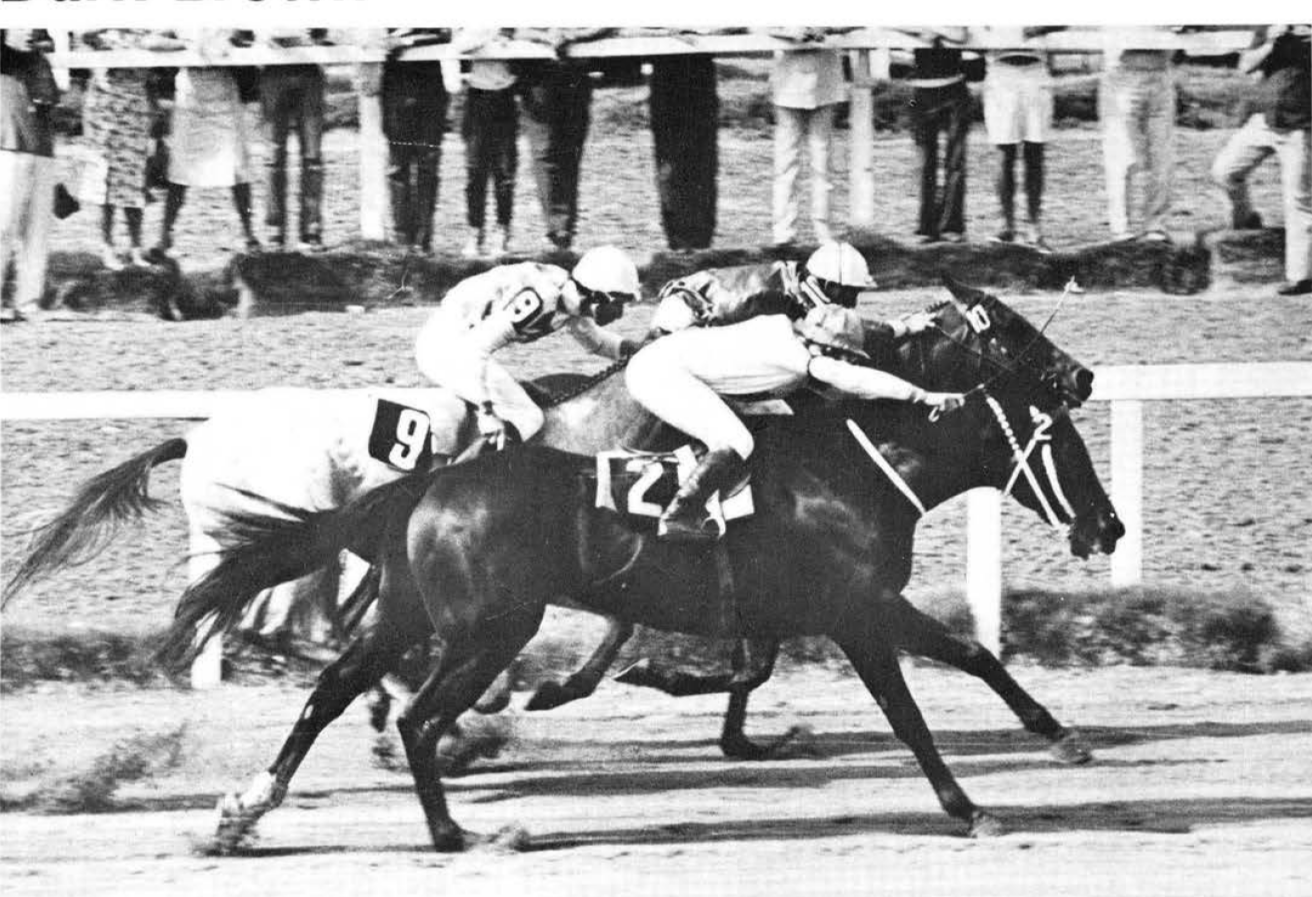
Das brasilianische Rennpferd Dark Brown übernimmt 50 Meter vor dem Ziel des ersten Gran Premio Latinoamericano 1981 die Führung. Zwischen den Pferden liegen das argentinische Rennpferd Mountdrago und das graue uruguayische Rennpferd Lotus.

Das Gran Premio Latinoamericano (ehemals Gran Premio Asociación Latinoamericana de Jockey Clubes e Hipódromos, momentan Longines Gran Premio Latinoamericano genannt) ist ein Vollblut-Rennen auf südamerikanischen Rennbahnen.
Das Gran Premio Latinoamericano ist ein Gruppe-I-Rennen. Es wird seit 1981 ausgetragen und ist für dreijährige und ältere Vollblüter. Die Distanz ist 2000 m, aber im Jahr 2012 wurde über 2100 m gelaufen. Der Boden hängt davon ab, auf welcher Rennbahn das Rennen gelaufen wird. Die Gewinnsumme beträgt 500.000 US-Dollar.

## OSAF
Das Gran Premio Latinoamericano ist das wichtigste Rennen der OSAF – South American Organization for the Promotion of the Thoruoughbred. Die OSAF vertritt die Interessen und vereint derzeit 33 Jockey Clubs und Zuchtverbände von Argentinien, Brasilien, Chile, Kolumbien, Ecuador, Mexiko, Panama, Paraguay, Peru, Uruguay und Venezuela.
Zuletzt wurden Panama 2009 und Mexiko 2011 in die OSAF aufgenommen, so dass nun auf ihren Rennbahnen in den nächsten Jahren OSAF-Rennen ausgetragen werden können.

## Rekorde beim Gran Premio Latinoamericano
Siegreichstes Pferd:
- 2 – Much Better (1994, 1996)

Siegreichster Jockey:
- 5 – Jorge Ricardo (1991, 1994, 1996, 1998, 2007)

## Sieger des Gran Premio Latinoamericano
| Jahr | Rennbahn                       | Sieger           | Vater/Mutter                | Jockey            | Trainer                 | Gestüt                         | Distanz                  | Geläuf | Zeit    |       |
| ---- | ------------------------------ | ---------------- | --------------------------- | ----------------- | ----------------------- | ------------------------------ | ------------------------ | ------ | ------- | ----- |
| 2024 | Monterrico                     |                  |                             |                   |                         |                                | 2000 meters              | Dirt   |         | [ 3 ] |
| 2023 | San Isidro                     | Doutor Sureño    | Agnes Gold Notavel Sureño   | Silva José Severo | Neto Victorio Fornasaro | Haras Moema                    | 2000 meters              | Turf   | 1:58.02 | [ 4 ] |
| 2022 | Hipódromo Chile                | O’Connor         | Boboman Torrente de Agua    | Jorge A. González | Carlos Urbina           | Stud Irlandés                  | 2000 m                   | Dirt   | 2:03.63 | [ 5 ] |
| 2021 | Hipódromo de Maroñas           | Aero Trem        | Shanghai Bobby Piace Molto  | Vagner Leal       | Antonio Cintra          | Haras Old Friends              | 2000m (1 1/4 mi; 10f)    | Dirt   | 1:59.16 |       |
| 2020 | San Isidro                     | Tetaze           | Equal Stripes Delirada      | Gustavo Calvente  | Roberto Pellegatta      | Egalite De 9                   | 2000m (1 1/4 mi; 10f)    | Turf   | 2:03.71 |       |
| 2019 | Club Hípico                    | Ya Primo         | Mastercraftsman Yo Quisiera | Jeremy Laprida    | Guillermo Aguirre       | La Pacita                      | 2000m (1 1/4 mi; 10f)    | Turf   | 1:56.68 |       |
| 2018 | Hipódromo de Maroñas           | Roman Rosso      | Roman Ruler Rose City       | Wilson Moreyra    | Jorge Mayansky Neer     | La Primavera                   | 2000m (1 1/4 mi; 10f)    | Dirt   | 2:02.05 |       |
| 2017 | Valparaiso Sporting Club       | Sixties Song     | Sixties Icon Blissful Song  | Juan C. Villagra  | Alfredo Gaitan Dassie   | Santa Elena                    | 2400m (1 1/2 mi; 12f)    | Turf   | 2:24.86 |       |
| 2016 | Hipódromo da Gávea             | Some In Tieme    | Shirocco Orma Giusta        | Waldomiro Blandi  | Gladston F. Santos      | Oitavo & Haras Princesa do Sul | 2000m (1 1/4 mi; 10f)    | Turf   | 1:59.14 |       |
| 2015 | Hipódromo Argentino de Palermo | Liberal          | Meal Penalty Democracia     | Edwin Talaverano  | Camilo Traverso II      | The Fathers                    | 2100m (1 5/16 mi; 10,5f) | Dirt   | 2:09.81 |       |
| 2014 | Monterrico                     | Lideris          | Mizzen Mast Block           | Juan E. Enriquez  | Romulo R. Herrera       | OP Stables                     | 2000m (1 1/4 mi; 10f)    | Dirt   | 2:07.52 |       |
| 2013 | Hipódromo Chile                | Sabor a Triunfo  | Dance Brightly Sally Mash   | David Sanchez     | Alejandro Aguado        | Trafalgar                      | 2000m (1 1/4 mi; 10f)    | Dirt   | 2:04.66 |       |
| 2012 | Hipódromo Argentino de Palermo | Quick Casablanca | Until Sundown Quick         | Gonzalo Ulloa     | Juan P. Baeza           | Carrillanca                    | 2100m (1 5/16 mi; 10,5f) | Dirt   | 2:05.83 |       |
| 2011 | San Isidro                     | Bradock          | Keseff Samara               | Carlos Trujillo   | Jorge S. Vera           | Myrna                          | 2000m (1 1/4 mi; 10f)    | Turf   | 2:00.40 |       |
| 2010 | Club Hípico                    | Belle Watling    | Dushyantor Biala            | Héctor I. Berrios | Patricio Baeza          | Don Theo                       | 2000m (1 1/4 mi; 10f)    | Turf   | 1:59.81 |       |
| 2009 | Cidade Jardim                  | Hot Six          | Burooj Babysix              | Jorge Leme        | Givanildo Duarte        | Estrela Energia                | 2000m (1 1/4 mi; 10f)    | Turf   | 2:03.04 |       |
| 2008 | Monterrico                     | Deepak           | Pikepass Unbridled Queen    | Carlos Trujillo   | Jorge S. Vera           | Myrna                          | 2000m (1 1/4 mi; 10f)    | Dirt   | 2:08.40 |       |
| 2007 | La Plata                       | Good Report      | Ride the Rails Good Pearl   | Jorge Ricardo     | Luis Belela             | Haras Santa Tereza             | 2100m (1 5/16 mi; 10,5f) | Dirt   | 2:10.40 |       |
| 2006 | Hipódromo de Maroñas           | Latency          | Slew Gin Fizz Latencia      | Julio C. Méndez   | Juan B. Udaondo         | Haras Las Dos Manos            | 2000m (1 1/4 mi; 10f)    | Dirt   | 2:00.27 |       |
| 2005 | San Isidro                     | Don Incauto      | Roy Inspiration             | Jorge Valdivieso  | Carlos Etchechoury      | Haras San Benito               | 2000m (1 1/4 mi; 10f)    | Turf   | 1:57.92 |       |
| 2004 | Hipódromo Chile                | Comando Intimo   | Riyadian Zilliant           | Luis Torres       | Félix Banda             | El Castillo                    | 2000m (1 1/4 mi; 10f)    | Dirt   | 2:05.40 |       |